# Прокопчук Дмитро Васильович
Дмитро Васильович Прокопчук (нар. 4 листопада 2000, Чернівці, Україна) — український футболіст, захисник.

## Життєпис
У ДЮФЛУ виступав за донецькі клуби «Олімпік-УОР» та «Шахтар». З 2017 по 2021 рік виступав в юнацькому (U-19) та молодіжному (U-21) чемпіонаті України за «Олімпік», «Ворсклу» та «Маріуполь».
У серпні 2021 року перейшов до «Краматорська». У футболці «городян» дебютував 18 серпня 2021 року в програному (1:2) виїзному поєдинку другого попереднього раунду кубку України проти долинського «Альянсу». Дмитро вийшов на поле на 64-й хвилині, замінивши Арсентія Дорошенка.
Перед стартом 2022/23 сезону підписав контракт з ФСК «Маріуполь», в складі якого дебютував в першій українській лізі. У липні 2023 року підписав контракт з першоліговим футбольним клубом «Буковина» (Чернівці). По завершенню сезону за обопільною згодою сторін залишив команду, провівши за «жовто-чорних» 17 офіційних матчів в усіх турнірах.
З серпня 2024 року гравець першолігового клубу «Кремінь» (Кременчук).